# Pleuroceridae
Pleuroceridae es una familia de caracoles de agua dulce de tamaño pequeño hasta medio, de moluscos gasterópodos en la superfamilia Cerithioidea.
Estos caracoles tienen un opérculo y concha espiral con muchas tornas. 
Reproducción es iterópara, y caracoles jóvenes emergen de huevos puestos en una superficie estable por una hembra.

## Distribución
Especies de esta familia están totalmente confinados hasta aguas dulces en el este de América del Norte.

## Taxonomía

### 2005 taxonomía
Las siguientes dos subfamilias son aceptadas en taxonomía de las Gastropodas de Bouchet & Rocroi, 2005:
- Pleurocerinae P. Fischer, 1885 - sinonimias: Ceriphasiinae Gill, 1863; Strepomatidae Haldeman, 1864; Ellipstomatidae Hannibal, 1912; Gyrotominae Hannibal, 1912; Anaplocamidae Dall, 1921
- Semisulcospirinae Morrison, 1952 - sinonimia: Jugidae Starobogatov, Prozorova, Bogatov & Sayenko, 2004 (n.a.)

### 2009 taxonomía
Subfamilia Semisulcospirinae en Pleuroceridae ha sido elevada hasta nivel 'familia' Semisulcospiridae por Strong & Köhler (2009).

## Géneros
Géneros en la familia Pleuroceridae son organizados en una única subfamilia desde 2009 e incluyen:
Pleurocerinae
- Pleurocera Rafinesque, 1818 - género tipo de la familia Pleuroceridae,[3]
- Elimia H. Adams & A. Adams, 1854 sinonimias:Goniobasis Lea, 1862
- Athearnia Morrison, 1971
- † Gyrotoma Shuttleworth, 1845
- Io Lea, 1831 - con la única especie Io fluvialis (Say, 1825)
- Leptoxis Rafinesque, 1819
- Lithasia Haldeman, 1840